# Sandra Regina Ferro Espilotro
Sandra Regina Ferro Espilotro, mais conhecida como Sandra Espilotro é uma editora, jurada, curadora e professora brasileira.

## Biografia
É mestre pela Universidade de São Paulo (USP) e atua no mercado editorial nacional e internacional, com experiência em aquisição e negociação de direitos autorais. Trabalhou como diretora-geral da Globo Livros e como diretora editorial internacional do grupo Ediouro/Nova Fronteira.
Participou de feiras literárias internacionais, como Frankfurt, Londres e Bolonha, e atuou como jurada em prêmios como o Prêmio Jabuti e o Prêmio São Paulo de Literatura. Também integra comissões de seleção do ProAC-SP (Programa de Ação Cultural do Estado de São Paulo) e ministra aulas em cursos de MBA voltados ao mercado editorial. Participa ainda como palestrante em projetos de incentivo à leitura, feiras e festas literárias. É mãe do escritor Tiago Ferro, doutor em história social pela Universidade de São Paulo (USP) e vencedor do Prêmio São Paulo de Literatura e Prêmio Jabuti de melhor romance. É diretora da União Brasileira de Escritores (UBE) e sócia da editora e-galáxia.